# Nekrolog 2. Quartal 1964
Nekrolog
◄◄
| ◄
| 1960
| 1961
| 1962
| 1963
| 1964 | 1965 | 1966 | 1967 | 1968 | ► | ►►
1. Quartal |
2. Quartal |
3. Quartal |
4. Quartal 1964
Weitere Ereignisse | Allgemeiner Nekrolog 1964
Die Beschreibung der verstorbenen Person sollte so kurz wie möglich gehalten sein und nur deren signifikante Tätigkeit(en) enthalten.
Neue Namen ggf. auch unter dem Geburts- und Sterbedatum, also etwa unter 1. Januar und im Geburts- und Sterbejahr (2024) eintragen (nur bei entsprechender großer Wichtigkeit). Für Beispiele siehe die schon vorhandenen Artikel.
Außerdem über die fünf zuletzt Verstorbenen, zu denen es einen ausreichend guten Artikel für eine Präsentation auf der Hauptseite gibt, nach der todesbedingten Überarbeitung der Artikel ggf. auch unter Wikipedia Diskussion:Hauptseite informieren und sie am besten auch in den anderen Wikipedia-Sprachversionen eintragen. Tipp: Regelmäßig bei news.google.de nach „ist tot“, „gestorben“ oder „verstorben“ suchen.
Wenn eine Person gestorben ist, gibt es viele Seiten zu dieser Person in der Wikipedia, die davon auch betroffen sind und entsprechend aktualisiert werden müssen. Beispiele: Namenübersichtsseite, Geburtsjahr, Geburtsort-Seiten und viele mehr.
Wie finde ich die betroffenen Seiten?
Im Suchfeld auf der linken Seite gibt man den Suchbegriff so ein: „Vorname Nachname“. Dann klickt man auf Volltext und alle Seiten mit entsprechendem Suchtext werden aufgerufen. Hier sieht man dann schnell, wo auch das Todesjahr Sinn macht oder sogar ein Teil des Artikels angepasst werden muss. Auch hilft das „Werkzeug“ auf der linken Seite sehr gut, um solche Seiten aufzufinden: „Links auf diese Seite“. Somit ist die Wikipedia wieder aktuell in allen Bereichen! Hinweis: bei Eintragung der Kategorie „Gestorben JAHR“ wird der Missbrauchsfilter 49 ausgelöst, was jedoch nicht schlimm ist. Siehe: Spezial:Missbrauchsfilter/49
Dies ist eine Liste von im zweiten Quartal 1964 verstorbenen bekannten Persönlichkeiten. Die Einträge erfolgen innerhalb der einzelnen Daten alphabetisch sortiert. Tiere sind im Nekrolog für Tiere zu finden.

## April
| Tag       | Name                                     | Beruf, bekannt als                                                                                  | Alter | Beleg |
| --------- | ---------------------------------------- | --------------------------------------------------------------------------------------------------- | ----- | ----- |
| 1. April  | Salvatore Aurigemma                      | italienischer Klassischer Archäologe                                                                | 79    |       |
| 1. April  | Wolfgang von Buddenbrock-Hettersdorff    | deutscher Zoologe                                                                                   | 80    |       |
| 1. April  | Giovanni Giacone                         | italienischer Fußballspieler                                                                        | 63    |       |
| 1. April  | Robert Henseling                         | deutscher Astronom und Schriftsteller                                                               | 80    |       |
| 1. April  | Božidar Kunc                             | jugoslawischer Komponist und Pianist                                                                | 60    |       |
| 2. April  | Franz Auweck                             | deutscher Lehrer                                                                                    | 79    |       |
| 2. April  | Ludwig Hanson                            | deutscher Heimatdichter und Bürgermeister                                                           | 81    |       |
| 2. April  | Carlos Hevia                             | kubanischer Präsident                                                                               | 64    |       |
| 2. April  | Gottlieb Leeger                          | deutscher Politiker (FDP/DVP), MdL                                                                  | 70    |       |
| 2. April  | Luitpold Graf Wolffskeel von Reichenberg | deutscher Offizier                                                                                  | 85    |       |
| 3. April  | Karl Brunner                             | österreichischer Politiker (ÖVP), Abgeordneter zum Nationalrat und Widerstandskämpfer               | 74    |       |
| 3. April  | Eduard von der Heydt                     | deutsch-schweizerischer Bankier, Kunstsammler und Mäzen                                             | 81    |       |
| 3. April  | Franz Joseph von Hohenzollern-Emden      | deutscher Marineoffizier und Nationalsozialist                                                      | 72    |       |
| 3. April  | John Haynes Holmes                       | US-amerikanischer unitarischer Theologe und Friedensaktivist                                        | 84    |       |
| 3. April  | Paul Imke                                | deutscher Fußballspieler, Ehrenspielführer von Eintracht Frankfurt                                  | 72    |       |
| 3. April  | Wilhelm Nebelung                         | Vorstandsvorsitzender der Gutehoffnungshütte                                                        | 75    |       |
| 3. April  | Aniela Szlemińska                        | polnische Sängerin und Musikpädagogin                                                               | 72    |       |
| 4. April  | Georg Ackermann                          | deutscher Politiker (SPD), MdL                                                                      | 66    |       |
| 4. April  | Alfred Duggan                            | britischer Schriftsteller nytimes.com                                                               | 61    |       |
| 4. April  | Bruno Goldschmitt                        | deutscher Maler, Graphiker, Holzschneider und Lithograph                                            | 83    |       |
| 4. April  | John Hyde Sweet                          | US-amerikanischer Politiker                                                                         | 83    |       |
| 4. April  | Alexander Weißberg-Cybulski              | österreichischer Physiker                                                                           | 62    |       |
| 5. April  | Aloïse Corbaz                            | Schweizer Künstlerin                                                                                | 77    |       |
| 5. April  | Douglas MacArthur                        | US-amerikanischer General                                                                           | 84    |       |
| 5. April  | Willem Stibolt                           | norwegischer Tennisspieler                                                                          | 73    |       |
| 5. April  | Miyoshi Tatsuji                          | japanischer Lyriker, Übersetzer und Essayist                                                        | 63    |       |
| 5. April  | Wilhelm Pickert                          | deutscher Politiker (SPD), MdL                                                                      | 82    |       |
| 5. April  | Frank Southall                           | britischer Radrennfahrer                                                                            | 59    |       |
| 5. April  | Kurt Wege                                | deutscher Holzbläser, Komponist und Orchesterleiter im Bereich des Swing und der Unterhaltungsmusik | 52    |       |
| 6. April  | Daniel Filipe                            | kap-verdischer Journalist und Lyriker portugiesischer Abstammung                                    | 39    |       |
| 6. April  | Gottlob Kralik                           | deutscher Glasfabrikant                                                                             | 85    |       |
| 6. April  | Hanna Meuter                             | deutsche Soziologin, Dozentin und Schriftstellerin                                                  | 75    |       |
| 6. April  | Otto Schommartz                          | deutscher Kapitän                                                                                   | 54    |       |
| 7. April  | James Paul Chapin                        | US-amerikanischer Ornithologe                                                                       | 74    |       |
| 7. April  | Robert Endres                            | österreichischer Historiker                                                                         | 71    |       |
| 07. April | Jens von Hagen                           | deutscher Schauspieler und Opernsänger                                                              | 76    |       |
| 8. April  | Vernon J. Brown                          | US-amerikanischer Politiker                                                                         | 90    |       |
| 8. April  | Erwin Engelbrecht                        | deutscher Offizier, zuletzt General der Artillerie im Zweiten Weltkrieg                             | 72    |       |
| 8. April  | Alexander Mills                          | australischer Rechtsanwalt, Nationalsozialist und Buchautor                                         | 78    |       |
| 8. April  | Alexander Scherban                       | österreichischer Maler                                                                              | 78    |       |
| 8. April  | Ludwig Sexl                              | österreichischer Politiker (ÖVP), Landtagsabgeordneter im Burgenland                                | 60    |       |
| 8. April  | Erwin Spuler                             | deutscher Maler, Keramiker, Graphiker und Bildhauer                                                 | 58    |       |
| 9. April  | Jenia Tversky                            | israelische Sozialarbeiterin und Politikerin                                                        | 59    |       |
| 10. April | Peter van Aubel                          | deutscher Volkswirt und Verbandsfunktionär                                                          | 69    |       |
| 10. April | Eberhard Eschenbach                      | deutscher Jurist, Kriminalpolizist und SS-Führer                                                    | 51    |       |
| 10. April | Joseph Freusberg                         | deutscher Dompfarrer und Weihbischof                                                                | 82    |       |
| 10. April | Fern Hobbs                               | Privatsekretärin des Gouverneurs von Oregon, Oswald West                                            | 80    |       |
| 10. April | Hermann Phleps                           | deutscher Architekt, Kunsthistoriker und Hochschullehrer                                            | 86    |       |
| 10. April | Christian Schrade                        | deutscher Architekt                                                                                 | 87    |       |
| 10. April | John G. Townsend                         | US-amerikanischer Politiker                                                                         | 92    |       |
| 11. April | Hans Franck                              | deutscher Schriftsteller und Dramaturg                                                              | 84    |       |
| 11. April | Hans Meyer                               | deutscher Arzt und Röntgenologe                                                                     | 86    |       |
| 11. April | Joseph Trentmann                         | deutscher Politiker (CDU), MdBB                                                                     | 63    |       |
| 12. April | Evert Willem Beth                        | niederländischer Logiker                                                                            | 55    |       |
| 12. April | Max-Karl Beyer                           | deutscher Maler und Gebrauchsgrafiker                                                               | 64    |       |
| 12. April | Barbara Henneberger                      | deutsche Skirennläuferin                                                                            | 23    |       |
| 12. April | Reinhold Johannes Ortlepp                | südafrikanischer Zoologe und Helminthologe                                                          | 69    |       |
| 12. April | Edgar Leo Gustav Prochnik                | österreichischer Diplomat                                                                           | 85    |       |
| 12. April | Hugo Schmidt                             | deutscher Offizier, zuletzt General der Flieger im Zweiten Weltkrieg                                | 78    |       |
| 12. April | Otto Schmidt                             | deutscher Jockey im Galopprennsport                                                                 | 68    |       |
| 12. April | Agnes von Segesser                       | Schweizer Schriftstellerin aus dem Kanton Luzern                                                    | 80    |       |
| 12. April | Hoyt Patrick Taylor senior               | US-amerikanischer Politiker                                                                         | 73    |       |
| 12. April | Wallace Werner                           | US-amerikanischer Skirennläufer                                                                     | 28    |       |
| 12. April | Lydia Winkel                             | niederländische Journalistin                                                                        | 50    |       |
| 13. April | Veit Harlan                              | deutscher Schauspieler und Regisseur                                                                | 64    |       |
| 13. April | Kay Kimbell                              | amerikanischer Unternehmer und Philanthrop                                                          | 77    |       |
| 13. April | Bruno Kirschner                          | deutscher Sachbuchautor, Judaist und Herausgeber                                                    | 79    |       |
| 13. April | Melvin Maas                              | US-amerikanischer Politiker                                                                         | 65    |       |
| 13. April | Herta Saal                               | deutsche Schauspielerin                                                                             | 51    |       |
| 14. April | Helge Auleb                              | deutscher Offizier, zuletzt General der Infanterie im Zweiten Weltkrieg                             | 77    |       |
| 14. April | Rachel Carson                            | US-amerikanische Zoologin, Biologin und Autorin                                                     | 56    |       |
| 14. April | Tatjana Ehrenfest-Afanassjewa            | russisch-niederländische Physikerin und Mathematikerin                                              | 87    |       |
| 14. April | Hans Kayser                              | deutscher Musiker, Mathematiker und Begründer der modernen Harmonik                                 | 73    |       |
| 14. April | Thomas J. O’Brien                        | US-amerikanischer Politiker                                                                         | 85    |       |
| 14. April | Edmond Vermeil                           | französischer Germanist                                                                             | 85    |       |
| 15. April | Albert Meier                             | Schweizer Winzer und Politiker                                                                      | 67    |       |
| 15. April | Roland Puhr                              | deutscher SS-Mann im Vernichtungslager Sachsenhausen                                                | 50    |       |
| 16. April | Štefan Barnaš                            | slowakischer Geistlicher, Weihbischof in Spiš                                                       | 64    |       |
| 16. April | Wilhelm Gombert                          | deutscher Opernsänger (Tenor)                                                                       | 77    |       |
| 16. April | Kosugi Hōan                              | japanischer Maler                                                                                   | 82    |       |
| 16. April | Konrad Rakemann                          | deutscher Politiker (SPD), MdL                                                                      | 61    |       |
| 16. April | Johann Recktenwald                       | deutscher Psychiater, der an den nationalsozialistischen Krankenmorden beteiligt war                | 81    |       |
| 17. April | Willy Möbius                             | deutscher Physiker                                                                                  | 85    |       |
| 17. April | Walter Scheffler                         | deutscher Buchbinder und Lyriker                                                                    | 83    |       |
| 18. April | Ben Hecht                                | US-amerikanischer Drehbuchautor                                                                     | 70    |       |
| 18. April | Johann Albrecht von Monroy               | deutscher Forstmann                                                                                 | 63    |       |
| 18. April | Karl Müller                              | deutscher Politiker (Zentrum, CDU), MdL, Reichsminister, MdB                                        | 79    |       |
| 18. April | Oswald Muris                             | deutscher Geograph                                                                                  | 79    |       |
| 18. April | Albe Vidaković                           | jugoslawischer Pfarrer, Komponist und Musikwissenschaftler                                          | 49    |       |
| 19. April | Johann Albers                            | deutscher Politiker (FDP), MdL, niedersächsischer Landesminister                                    | 73    |       |
| 19. April | Walter Gerlach                           | deutscher Kommandant im Columbiahaus und dem KZ Sachsenburg                                         | 67    |       |
| 19. April | Heinz Loßnitzer                          | deutscher Meteorologe                                                                               | 59    |       |
| 19. April | Maurice Maréchal                         | französischer Cellist                                                                               | 71    |       |
| 19. April | Bert Mee                                 | englischer Fußballschiedsrichter                                                                    | 71    |       |
| 19. April | Johannes Müller                          | Oberbürgermeister von Marburg                                                                       | 83    |       |
| 19. April | Ernst Petrich                            | deutscher Maler und Grafiker                                                                        | 85    |       |
| 19. April | Max Stein                                | deutsch-israelischer Rechtsanwalt und Regierungsbeamter                                             | 62    |       |
| 20. April | Walter Biering                           | deutscher Politiker (SED), MdV                                                                      | 65    |       |
| 20. April | Max Eschelbacher                         | deutscher Rabbiner und Autor                                                                        | 84    |       |
| 20. April | Dimitar Ganew                            | bulgarischer Politiker und Staatsoberhaupt (1958–1964)                                              | 65    |       |
| 20. April | Sergei Wassiljewitsch Gerassimow         | russisch-sowjetischer Landschafts- und Porträtmaler                                                 | 78    |       |
| 20. April | Richard Manning Jefferies                | US-amerikanischer Politiker; Gouverneur von South Carolina (1942–1943)                              | 75    |       |
| 20. April | Rudolf Kallaste                          | estnischer Fußballspieler                                                                           | 59    |       |
| 20. April | Einar Nilson                             | schwedischer Kapellmeister und Komponist                                                            | 83    |       |
| 20. April | Eugène Poilane                           | französischer Botaniker                                                                             | 76    |       |
| 20. April | August Sander                            | deutscher Fotograf                                                                                  | 87    |       |
| 21. April | Wilhelm Gabriel                          | Berliner Komponist und Musikverleger                                                                | 66    |       |
| 21. April | Henri Longnon                            | französischer Romanist, Italianist, Archivar und Übersetzer                                         | 82    |       |
| 21. April | Edmund Spohr                             | deutsch-baltischer Botaniker und Hochschullehrer                                                    | 76    |       |
| 22. April | Karl Gerhard                             | schwedischer Schauspieler, Theaterregisseur und Liederschreiber                                     | 73    |       |
| 22. April | Fritz Schmidt                            | deutscher Politiker (SPD), Mitglied der Stadtverordnetenversammlung von Groß-Berlin                 | 81    |       |
| 22. April | Otto Schmidtgen                          | deutscher Musiker, Kapellmeister, Musikdirektor und Professor                                       | 53    |       |
| 22. April | Wolfgang Schumann                        | deutscher Schriftsteller                                                                            | 76    |       |
| 22. April | Heinrich Tiedermann                      | deutscher Politiker (SPD)                                                                           | 91    |       |
| 23. April | Paul Beck                                | deutscher Architekt                                                                                 | 77    |       |
| 23. April | Wilhelm Engel                            | thüringischer Landeshistoriker                                                                      | 59    |       |
| 23. April | Georges Holvoet                          | belgischer Jurist, Diplomat, Politiker                                                              | 89    |       |
| 23. April | Alberto Jiménez Fraud                    | spanischer Pädagoge                                                                                 | 81    |       |
| 23. April | Irving Parkes                            | kanadischer Leichtathlet                                                                            | 77    |       |
| 23. April | Karl Polanyi                             | ungarischer Wirtschaftswissenschaftler                                                              | 77    |       |
| 23. April | Ludwig Ritterspacher                     | deutscher Jurist und Politiker (CDU), MdL                                                           | 81    |       |
| 23. April | Hugo Rosendahl                           | deutscher Jurist und Kommunalpolitiker                                                              | 79    |       |
| 23. April | Hermann Joseph Schmitt                   | deutscher Geistlicher und Politiker (Zentrum), MdR                                                  | 67    |       |
| 23. April | Alfred Shrubb                            | britischer Leichtathlet                                                                             | 84    |       |
| 23. April | Andrea Vuerich                           | italienischer Skisportler                                                                           | 56    |       |
| 24. April | Hermann Barrelet                         | französischer Ruderer                                                                               | 84    |       |
| 24. April | Lou Dijkstra                             | niederländischer Eisschnellläufer                                                                   | 54    |       |
| 24. April | Gerhard Domagk                           | deutscher Pathologe und Bakteriologe                                                                | 68    |       |
| 24. April | Andrei Gratschow                         | sowjetischer Raketeningenieur                                                                       | 63    |       |
| 24. April | Hans Nerking                             | deutscher Regisseur und Schauspieler                                                                | 75    |       |
| 24. April | Karl Trahn                               | deutscher Architekt                                                                                 | 74    |       |
| 25. April | Edmond Bimont                            | französischer Leichtathlet                                                                          | 66    |       |
| 25. April | Carl Hunnius                             | deutscher Theologe, Philologe und Pädagoge                                                          | 90    |       |
| 25. April | Andreas Krogh                            | norwegischer Eiskunstläufer                                                                         | 69    |       |
| 25. April | Wera Meyer-Waldeck                       | deutsche Architektin                                                                                | 57    |       |
| 25. April | Luigi Pigarelli                          | italienischer Alpinist, Dirigent und Komponist                                                      | 88    |       |
| 25. April | Paul Roth                                | deutscher Zeitungswissenschaftler und Konsul                                                        | 78    |       |
| 25. April | Joshua Whatmough                         | US-amerikanischer Sprachwissenschaftler                                                             | 66    |       |
| 26. April | Mario Ferrero                            | italienischer Fußballspieler                                                                        | 61    |       |
| 26. April | Michail Artemjewitsch Parsegow           | sowjetischer Generaloberst                                                                          | 64    |       |
| 26. April | E. J. Pratt                              | kanadischer Schriftsteller, Hochschullehrer und Kritiker                                            | 82    |       |
| 26. April | Karl Reumuth                             | deutscher Wissenschaftler                                                                           | 77    |       |
| 26. April | Josef Schlaffer                          | deutscher Handwerker und Politiker (KPD), MdR                                                       | 73    |       |
| 26. April | Lucy Wills                               | britische Medizinerin                                                                               | 75    |       |
| 27. April | Georg Britting                           | deutscher Schriftsteller und Dichter                                                                | 73    |       |
| 27. April | Joel West Flood                          | US-amerikanischer Politiker                                                                         | 69    |       |
| 27. April | Hermann Römpp                            | deutscher Chemiker und Fachautor                                                                    | 63    |       |
| 27. April | Robert Roetschi                          | Schweizer Schriftsteller                                                                            | 75    |       |
| 27. April | Gottfried Salomon                        | deutsch-US-amerikanischer Soziologe und Nationalökonom                                              | 71    |       |
| 27. April | Walter Hans Schultze                     | deutscher Mediziner und Hochschullehrer                                                             | 83    |       |
| 28. April | Arthur Czwalina                          | deutscher Mathematikhistoriker                                                                      | 79    |       |
| 28. April | Alexandre Koyré                          | französischer Philosoph und Wissenschaftshistoriker                                                 | 71    |       |
| 28. April | Helene Magarin                           | deutsche Politikerin (SPD)                                                                          | 75    |       |
| 28. April | Milton Margai                            | sierra-leonischer Premierminister                                                                   | 68    |       |
| 28. April | Karl-Hermann Scheumann                   | deutscher Geologe und Mineraloge                                                                    | 83    |       |
| 28. April | Walther Suessenguth                      | deutscher Schauspieler und Synchronsprecher                                                         | 64    |       |
| 29. April | Johann Heinrich Blumenthal               | österreichischer Offizier, Jurist und Militärwissenschaftler                                        | 68    |       |
| 29. April | Henri Buttgenbach                        | belgischer Geologe und Mineraloge                                                                   | 90    |       |
| 29. April | Wenceslao Fernández Flórez               | spanischer Journalist und Romancier                                                                 | 79    |       |
| 29. April | Josef Gräßl                              | deutscher Bäckermeister und Politiker                                                               | 76    |       |
| 29. April | J. M. Kerrigan                           | irischer Film- und Theaterschauspieler sowie Regisseur                                              | 79    |       |
| 29. April | Lukas Nielsen                            | dänischer Turner                                                                                    | 79    |       |
| 30. April | Howard Buffett                           | US-amerikanischer Geschäftsmann und Politiker                                                       | 60    |       |
| 30. April | Theo Kelly                               | englischer Fußballtrainer                                                                           | 68    |       |
| 30. April | Bernard Koenen                           | deutscher Politiker (SPD, USPD, KPD), MdV                                                           | 75    |       |
| 30. April | Bruno Maaß                               | deutscher Politiker (FDP), MdL                                                                      | 75    |       |

## Mai
| Tag     | Name                                           | Beruf, bekannt als                                                                                              | Alter | Beleg |
| ------- | ---------------------------------------------- | --- | ----- | ----- |
| 1. Mai  | Walter Assmann                                 | deutscher Offizier, zuletzt Generalleutnant im Zweiten Weltkrieg                                                | 67    |       |
| 1. Mai  | Diego Luis Córdoba                             | kolumbianischer Anwalt und Politiker                                                                            | 56    |       |
| 1. Mai  | Louis De Vos                                   | belgisch-kanadischer Radsportler                                                                                | 35    |       |
| 1. Mai  | Håkan von Eichwald                             | schwedischer Dirigent und Komponist                                                                             | 56    |       |
| 1. Mai  | Karl Kemedinger                                | deutscher Porzellan-Designer, Bildhauer und Maler                                                               | 66    |       |
| 1. Mai  | Johannes Mewaldt                               | deutscher Klassischer Philologe                                                                                 | 84    |       |
| 1. Mai  | Friedrich Ring                                 | deutscher Militärärzt, Chefarzt der Seestreitkräfte der NVA                                                     | 48    |       |
| 1. Mai  | Fritz Tecklenborg                              | deutscher Kaufmann und Industrieller                                                                            | 75    |       |
| 1. Mai  | Emil Vachek                                    | tschechischer Schriftsteller und Dichter                                                                        | 75    |       |
| 1. Mai  | Gustav-Adolf von Zangen                        | deutscher Offizier, zuletzt General der Infanterie                                                              | 71    |       |
| 2. Mai  | Nancy Astor                                    | britische Politikerin, Mitglied des House of Commons                                                            | 84    |       |
| 2. Mai  | Honoré Barthélémy                              | französischer Radrennfahrer                                                                                     | 72    |       |
| 2. Mai  | Lubina Holanec-Rawpowa                         | sorbische Musikerin                                                                                             | 36    |       |
| 2. Mai  | Henri Lévy-Bruhl                               | französischer Soziologe                                                                                         | 79    |       |
| 2. Mai  | Elisabeth Rotten                               | Reformpädagogin und Friedensaktivistin                                                                          | 82    |       |
| 2. Mai  | Ernst Trost                                    | österreichischer Kirchenmusiker, Komponist, Organist und Musiklehrer                                            | 58    |       |
| 2. Mai  | Walter Wachsmuth                               | deutscher Komponist, Violinist, Musikpädagoge und Konzertveranstalter                                           | 81    |       |
| 3. Mai  | Ludwig Eichholz                                | sudetendeutscher Politiker (NSDAP), MdR und SA-Führer                                                           | 61    |       |
| 3. Mai  | Anna Fiebig                                    | deutsche Politikerin (CDU), MdL                                                                                 | 74    |       |
| 3. Mai  | Valentin Fröhlich                              | Jurist, Mitglied des bayerischen Landtags und des bayerischen Senats                                            | 76    |       |
| 3. Mai  | Fritz Kloevekorn                               | deutscher Historiker und Studienprofessor                                                                       | 78    |       |
| 03. Mai | Clóvis Raposo                                  | brasilianischer Leichtathlet                                                                                    | 53    |       |
| 4. Mai  | Johann Christian Evers                         | deutscher Politiker (DP), MdL                                                                                   | 66    |       |
| 4. Mai  | Max Gerntke                                    | deutscher Architekt, Künstler und Designer                                                                      | 68    |       |
| 4. Mai  | Joseph Gutsche                                 | deutscher Generalmajor des Ministeriums für Staatssicherheit der DDR                                            | 69    |       |
| 4. Mai  | Philipp Kröner                                 | deutscher katholischer Theologe und Mitglied des Bayerischen Senats                                             | 56    |       |
| 4. Mai  | André Lefèbvre                                 | französischer Automobilrennfahrer und Automobilingenieur                                                        | 69    |       |
| 4. Mai  | Pierre Loeb                                    | französischer Kunsthändler und Galerist                                                                         | 66    |       |
| 4. Mai  | Armando Lombardi                               | italienischer Geistlicher, römisch-katholischer Erzbischof und Diplomat des Heiligen Stuhls                     | 58    |       |
| 4. Mai  | Kaarel Robert Pusta                            | estnischer Politiker, Jurist und Diplomat                                                                       | 76    |       |
| 4. Mai  | Heinrich Schlotter                             | deutscher Bildhauer                                                                                             | 77    |       |
| 4. Mai  | Eberhard Thunert                               | deutscher Offizier, zuletzt Generalleutnant im Zweiten Weltkrieg                                                | 64    |       |
| 5. Mai  | Hal Adkins                                     | US-amerikanischer Filmtechnikpionier und Ingenieur                                                              | 65    |       |
| 5. Mai  | Colin Muir Barber                              | britischer Offizier                                                                                             | 66    |       |
| 5. Mai  | Igor Iljitsch Bondarenko                       | russischer Physiker                                                                                             | 37    |       |
| 5. Mai  | Josef Freudenthal                              | deutsch-amerikanischer Musikverleger                                                                            | 61    |       |
| 5. Mai  | Percy James Grigg                              | britischer Politiker, Mitglied des House of Commons, Kriegsminister (1942–1945)                                 | 73    |       |
| 5. Mai  | Kurt Heiligenstaedt                            | deutscher Künstler, Plakatgestalter, Gebrauchsgrafiker, Karikaturist                                            | 73    |       |
| 05. Mai | Eugène Olivier                                 | französischer Degenfechter                                                                                      | 82    |       |
| 5. Mai  | Alexander Pawlowitz                            | österreichischer Maler                                                                                          | 79    |       |
| 5. Mai  | Adolf Philipp                                  | deutscher Angehörige der Grenztruppen (DDR), Todesopfer der Berliner Mauer                                      | 20    |       |
| 5. Mai  | Heinz Prokert                                  | deutscher Gymnasiallehrer, Archivar und Bibliothekar                                                            | 59    |       |
| 6. Mai  | René Courtin                                   | französischer Politiker                                                                                         | 63    |       |
| 6. Mai  | Heinrich Ehmsen                                | deutscher Maler und Grafiker                                                                                    | 77    |       |
| 6. Mai  | José Maza                                      | chilenischer Politiker und gewählter Präsident 10. UN-Generalversammlung                                        | 74    |       |
| 6. Mai  | Alfred Rosmer                                  | französischer Syndikalist und Kommunist                                                                         | 86    |       |
| 6. Mai  | Satō Haruo                                     | japanischer Lyriker, Erzähler und Essayist                                                                      | 72    |       |
| 6. Mai  | Fritz Tejessy                                  | deutsch-österreichischer Journalist und Leiter des Landesamtes für Verfassungsschutz Nordrhein-Westfalen        | 68    |       |
| 7. Mai  | Rune Bergström                                 | schwedischer Fußballspieler                                                                                     | 72    |       |
| 7. Mai  | Andreas Hamann                                 | deutscher Rechtswissenschaftler                                                                                 | 59    |       |
| 7. Mai  | Geoffrey Holmes                                | britischer Eishockeyspieler                                                                                     | 70    |       |
| 7. Mai  | Joe Maini                                      | US-amerikanischer Jazzsaxophonist                                                                               | 34    |       |
| 7. Mai  | Axel Norling                                   | schwedischer Sportler                                                                                           | 80    |       |
| 7. Mai  | Iwan Awgustowitsch Oding                       | lettisch-russischer Materialwissenschaftler und Hochschullehrer                                                 | 67    |       |
| 8. Mai  | Max von Bahrfeldt                              | deutscher Verwaltungsjurist                                                                                     | 83    |       |
| 8. Mai  | Albert Hochleitner                             | österreichischer Politiker (ÖVP), Mitglied des Bundesrates                                                      | 71    |       |
| 8. Mai  | Nomura Kichisaburō                             | Admiral der Kaiserlich Japanischen Marine und Außenminister sowie Botschafter Japans                            | 86    |       |
| 8. Mai  | Miguel Primo de Rivera y Sáenz de Heredia      | spanischer Diplomat                                                                                             | 59    |       |
| 8. Mai  | Heinrich Wildemann                             | deutscher Maler                                                                                                 | 60    |       |
| 8. Mai  | Émile Wirtz                                    | französischer Radrennfahrer                                                                                     | 67    |       |
| 9. Mai  | Haimar Cumme                                   | deutscher Mathematiker, Physiker und Hochschullehrer                                                            | 65    |       |
| 9. Mai  | Robert Girod                                   | französischer Autorennfahrer                                                                                    | 63    |       |
| 9. Mai  | Klaus Kammer                                   | deutscher Schauspieler                                                                                          | 35    |       |
| 9. Mai  | Rudolf Keller                                  | US-amerikanischer Biochemiker, Publizist sowie Verleger österreichisch-tschechoslowakischer Herkunft            | 89    |       |
| 9. Mai  | Rico Lebrun                                    | italienisch-amerikanischer Maler und Bildhauer                                                                  | 63    |       |
| 9. Mai  | Karl Heinz Mai                                 | deutscher Fotograf                                                                                              | 44    |       |
| 9. Mai  | Erik Malmberg                                  | schwedischer Ringer                                                                                             | 67    |       |
| 9. Mai  | Lawrence Wright                                | britischer Komponist und Musikverleger                                                                          | 76    |       |
| 10. Mai | Elfriede Jaeger                                | deutsche Politikerin (DKP-DRP), MdB                                                                             | 65    |       |
| 10. Mai | Michail Fjodorowitsch Larionow                 | russischer Maler                                                                                                | 82    |       |
| 11. Mai | Tenis Karlowitsch Lepin                        | sowjetischer Genetiker                                                                                          | 69    |       |
| 11. Mai | Christian von Popp                             | deutscher Architekt, Ehrenbürger der Stadt Bayreuth                                                             | 73    |       |
| 11. Mai | Ernst Stoffers                                 | deutscher Architekt                                                                                             | 87    |       |
| 11. Mai | Alexander Thury                                | deutsch-ungarischer Fußballspieler und -trainer                                                                 |       |       |
| 12. Mai | Karl Bräuer                                    | deutscher Finanzwissenschaftler                                                                                 | 82    |       |
| 12. Mai | Johannes Cornelis Brons                        | niederländischer Jurist und Kommunalbeamter                                                                     | 79    |       |
| 12. Mai | Clarence Cannon                                | US-amerikanischer Politiker                                                                                     | 85    |       |
| 12. Mai | Warren Doane                                   | US-amerikanischer Filmproduzent, Filmproduzent und Drehbuchautor                                                | 73    |       |
| 12. Mai | Jean Dufy                                      | französischer Maler                                                                                             |       |       |
| 12. Mai | Theo Eppig                                     | deutscher Notar und Mitglied des Bayerischen Senats                                                             | 59    |       |
| 12. Mai | Thore Gustaf Halle                             | schwedischer Paläobotaniker und Geologe                                                                         | 79    |       |
| 12. Mai | Hubert Menten                                  | niederländischer Bobfahrer                                                                                      | 90    |       |
| 12. Mai | Wolfgang Ritscher                              | deutscher Nationalökonom und Gewerkschaftshistoriker                                                            | 71    |       |
| 12. Mai | Wolfgang von Wild                              | deutscher General                                                                                               | 63    |       |
| 13. Mai | Hamilton Basso                                 | amerikanischer Journalist und Schriftsteller                                                                    | 59    |       |
| 13. Mai | James Carson                                   | US-amerikanischer Wasserballspieler                                                                             | 62    |       |
| 13. Mai | August Heeke                                   | deutscher Gewerkschafter und Politiker (Zentrum, CDU), MdL                                                      | 83    |       |
| 13. Mai | Dorothy Kay                                    | südafrikanische Künstlerin                                                                                      |       |       |
| 13. Mai | Georg Lange                                    | deutscher Kommunalpolitiker                                                                                     | 80    |       |
| 13. Mai | Erich Port                                     | deutscher Landwirt und Politiker (ThLB), MdL, Staatsrat                                                         | 72    |       |
| 13. Mai | Diana Wynyard                                  | englische Schauspielerin                                                                                        | 58    |       |
| 14. Mai | Wolf von Biedermann                            | deutscher Offizier, zuletzt Generalmajor im Zweiten Weltkrieg                                                   | 73    |       |
| 14. Mai | Mitsuda Kensuke                                | japanischer Leprologe                                                                                           | 88    |       |
| 14. Mai | Laurenz Kilger                                 | deutscher Benediktiner                                                                                          | 73    |       |
| 14. Mai | Heinz Werner                                   | österreichischer Psychologe                                                                                     | 74    |       |
| 14. Mai | Heinz Wozniakowski                             | deutscher Fußballspieler                                                                                        | 39    |       |
| 15. Mai | Eugen Feihl                                    | deutscher Journalist und Diplomat                                                                               | 75    |       |
| 15. Mai | Wanda Jarszewska                               | polnische Schauspielerin                                                                                        | 75    |       |
| 15. Mai | Vladko Maček                                   | kroatischer Politiker                                                                                           | 84    |       |
| 15. Mai | Julius Tambornino                              | deutscher Klassischer Philologe, Religionswissenschaftler und Gymnasiallehrer                                   | 79    |       |
| 16. Mai | Georg Breuker                                  | deutscher Schriftsteller                                                                                        | 87    |       |
| 16. Mai | Felix Ruwimowitsch Gantmacher                  | russischer Mathematiker                                                                                         | 56    |       |
| 16. Mai | Fred Goebel                                    | deutscher Schauspieler                                                                                          | 73    |       |
| 16. Mai | Paul Gröber                                    | deutsch-argentinischer Geologe                                                                                  | 78    |       |
| 16. Mai | Walter Hagemann                                | deutscher Zeitungswissenschaftler und Politiker (CDU)                                                           | 64    |       |
| 17. Mai | Heinrich Böhning                               | deutscher Politiker (SPD), MdL                                                                                  | 91    |       |
| 17. Mai | Anton Jadasch                                  | deutscher Politiker (SPD, KPD), MdR, MdV und Gewerkschafter                                                     | 75    |       |
| 17. Mai | Otto Wille Kuusinen                            | finnischer und sowjetischer Politiker, Mitglied des Reichstags                                                  | 82    |       |
| 17. Mai | Daniel Meininger                               | deutscher Verleger und Förderer des Pfalzweins                                                                  | 87    |       |
| 17. Mai | John Moore-Brabazon, 1. Baron Brabazon of Tara | Luftfahrtpionier, Politiker und Automobilrennfahrer                                                             | 80    |       |
| 17. Mai | Willi Müller                                   | deutscher Politiker                                                                                             | 68    |       |
| 17. Mai | August Ortloph                                 | deutscher Ingenieur und Branddirektor                                                                           | 82    |       |
| 17. Mai | Steve Owen                                     | US-amerikanischer American-Football-Spieler und -Trainer                                                        | 66    |       |
| 18. Mai | Valentin Eibes                                 | deutscher Politiker der NSDAP                                                                                   | 66    |       |
| 18. Mai | Max Unold                                      | deutscher Maler, Grafiker und Schriftsteller                                                                    | 78    |       |
| 19. Mai | Georg Heymann                                  | deutscher Jurist                                                                                                | 79    |       |
| 19. Mai | Otto Homburger                                 | deutsch-schweizerischer Kunsthistoriker (Kunst des Mittelalters)                                                | 78    |       |
| 19. Mai | Willy Mißmahl                                  | deutscher Chirurg                                                                                               | 78    |       |
| 20. Mai | Ernst Fahlbusch                                | deutscher Politiker (SPD), MdL                                                                                  | 70    |       |
| 20. Mai | Leo Just                                       | deutscher Historiker                                                                                            | 62    |       |
| 20. Mai | Rudy Lewis                                     | US-amerikanischer R&B-Sänger                                                                                    | 27    |       |
| 20. Mai | Hans Nagel                                     | deutscher Offizier, zuletzt Generalmajor im Zweiten Weltkrieg                                                   | 81    |       |
| 20. Mai | Georg Poxleitner                               | deutscher Politiker (NSDAP), MdR                                                                                | 65    |       |
| 21. Mai | James Franck                                   | deutsch-amerikanischer Physiker                                                                                 | 81    |       |
| 21. Mai | Meinrad Schädler                               | liechtensteinischer Politiker                                                                                   | 83    |       |
| 21. Mai | Tudor Vianu                                    | rumänischer Schriftsteller, Diplomat, Germanist, Romanist, Rumänist und Komparatist                             | 66    |       |
| 21. Mai | Marguerite Wolff                               | deutsch-britische Juristin und Abteilungsleiterin am Kaiser-Wilhelm-Institut für ausländisches öffentliches ... | 80    |       |
| 22. Mai | Gian Andreossi                                 | Schweizer Eishockeyspieler                                                                                      | 61    |       |
| 22. Mai | Jan Scheinost                                  | tschechischer römisch-katholischer Publizist und Journalist                                                     | 68    |       |
| 23. Mai | Fred Guiol                                     | US-amerikanischer Drehbuchautor, Kameramann, Filmregisseur und Filmproduzent                                    | 66    |       |
| 23. Mai | John Christen Johansen                         | dänisch-amerikanischer Maler                                                                                    | 87    |       |
| 24. Mai | Kazimieras Baršauskas                          | litauischer Physiker, Professor, Rektor                                                                         | 60    |       |
| 24. Mai | Alan Hazeltine                                 | US-amerikanischer Elektroniker                                                                                  | 77    |       |
| 24. Mai | Friedrich Markus Huebner                       | deutscher Schriftsteller und Kunstkritiker                                                                      | 78    |       |
| 24. Mai | Tibor Kállay                                   | ungarischer Politiker und Finanzminister (1921–1924)                                                            | 83    |       |
| 24. Mai | Dora Sophie Kellner                            | österreichische Journalistin, Schriftstellerin und Übersetzerin                                                 | 74    |       |
| 24. Mai | Max Lienert                                    | Schweizer Komponist                                                                                             | 61    |       |
| 24. Mai | Erich Möller                                   | deutscher Bahnradfahrer                                                                                         | 59    |       |
| 24. Mai | Werner Schmauch                                | deutscher Theologe                                                                                              | 59    |       |
| 24. Mai | Thomas Vernor Smith                            | US-amerikanischer Politiker                                                                                     | 74    |       |
| 25. Mai | Ivone Kirkpatrick                              | britischer Diplomat                                                                                             | 67    |       |
| 25. Mai | Wassili Andrejewitsch Solotarjow               | russischer Komponist                                                                                            | 92    |       |
| 25. Mai | Heinz Steguweit                                | deutscher Lyriker                                                                                               | 67    |       |
| 25. Mai | Heino Thiele                                   | deutscher Schauspieler und Regisseur                                                                            | 72    |       |
| 26. Mai | Wilhelm Baur de Betaz                          | deutscher Offizier und Generalleutnant im Zweiten Weltkrieg                                                     | 81    |       |
| 26. Mai | Sven Friberg                                   | schwedischer Fußballspieler                                                                                     | 69    |       |
| 26. Mai | Friedrich Honikel                              | deutscher Regierungsbaurat                                                                                      | 86    |       |
| 26. Mai | Hans Lissmann                                  | deutscher Tenor und Gesangslehrer                                                                               | 78    |       |
| 26. Mai | Simone Lorenzo Salvi                           | Abt der Territorialabtei Subiaco                                                                                | 84    |       |
| 26. Mai | Emil Schünemann                                | deutscher Kameramann                                                                                            | 82    |       |
| 27. Mai | Walter Blume                                   | deutscher Flugzeugkonstrukteur                                                                                  | 68    |       |
| 27. Mai | Rudolf Brückmann                               | deutscher Beamter                                                                                               | 72    |       |
| 27. Mai | Colin Brian Haselgrove                         | britischer Mathematiker                                                                                         | 37    |       |
| 27. Mai | Jawaharlal Nehru                               | indischer Premierminister                                                                                       | 74    |       |
| 27. Mai | Martin Schliep                                 | deutscher Diplomat                                                                                              | 73    |       |
| 28. Mai | Jean-Louis Fage                                | französischer Meeresbiologe, Arachnologe und Speläologe                                                         | 80    |       |
| 28. Mai | Arthur Haberlandt                              | österreichischer Museumsdirektor, Universitätsprofessor, Volkskundler                                           | 75    |       |
| 28. Mai | Mehboob Khan                                   | indischer Filmregisseur                                                                                         |       |       |
| 28. Mai | Charles Philip Wagner                          | US-amerikanischer Romanist und Hispanist                                                                        | 87    |       |
| 29. Mai | Emilio Frey                                    | schweizerisch-argentinischer Topograph                                                                          | 92    |       |
| 29. Mai | Luise Rehling                                  | deutsche Politikerin (CDU), MdB                                                                                 | 67    |       |
| 29. Mai | Erik von Schmiterlöw                           | deutscher Heimatforscher und Sammler                                                                            | 81    |       |
| 30. Mai | Hanna Fuchs-Robettin                           | tschechoslowakisch-US-amerikanische Muse Alban Bergs                                                            |       |       |
| 30. Mai | Ernst Laur                                     | Schweizer Agronom und Verbandsfunktionär                                                                        | 93    |       |
| 30. Mai | Stephan Ley                                    | deutscher Autor und Beethovenforscher                                                                           | 96    |       |
| 30. Mai | José Quirante                                  | spanischer Fußballspieler und -trainer                                                                          | 80    |       |
| 30. Mai | Eddie Sachs                                    | US-amerikanischer Automobilrennfahrer                                                                           | 37    |       |
| 30. Mai | Leó Szilárd                                    | ungarisch-deutsch-amerikanischer Physiker und Molekularbiologe                                                  | 66    |       |
| 30. Mai | Kurt Weber                                     | österreichischer Maler und Grafiker                                                                             | 70    |       |
| 31. Mai | Enno Walther Huth                              | deutscher Pionier der Luftfahrtindustrie                                                                        | 88    |       |
| 31. Mai | Frank Löbell                                   | deutscher Mathematiker                                                                                          | 71    |       |
| 31. Mai | Franz Schauwecker                              | deutscher Schriftsteller und Publizist                                                                          | 74    |       |
| Mai     | Jack Parker                                    | US-amerikanischer Zehnkämpfer                                                                                   | 48    |       |

## Juni
| Tag      | Name                                      | Beruf, bekannt als                                                                             | Alter | Beleg |
| -------- | ----------------------------------------- | ---------------------------------------------------------------------------------------------- | ----- | ----- |
| 1. Juni  | Henri Chaoul                              | libanesischer Radiologe und Strahlentherapeut                                                  | 76    |       |
| 1. Juni  | Rudolf Karl                               | deutscher Psychiater                                                                           | 60    |       |
| 1. Juni  | Bronisław Rutkowski                       | polnischer Organist, Musikpädagoge und -wissenschaftler                                        | 66    |       |
| 1. Juni  | Friedrich Schweig                         | Landtagsabgeordneter                                                                           | 89    |       |
| 1. Juni  | Marguerite Sechehaye                      | Schweizer Psychoanalytikerin                                                                   | 76    |       |
| 3. Juni  | Emin Erkul                                | türkischer Arzt und Politiker                                                                  |       |       |
| 3. Juni  | Hanns Farenburg                           | deutscher Fernsehregisseur                                                                     | 64    |       |
| 3. Juni  | Konrad Hornung                            | österreichischer Offizier sowie SS-Brigadeführer                                               | 86    |       |
| 3. Juni  | Kâzım Orbay                               | türkischer General, Präsident der Großen Nationalversammlung der Türkei                        | 78    |       |
| 3. Juni  | Frans Eemil Sillanpää                     | finnischer Schriftsteller                                                                      | 75    |       |
| 4. Juni  | Georg Eißer                               | deutscher Jurist, Professor an der Universität Tübingen                                        | 65    |       |
| 4. Juni  | Ludwig Grauert                            | Staatssekretär im preußischen Innenministerium                                                 | 73    |       |
| 4. Juni  | Heinrich Holste                           | deutscher Politiker (DP), MdL                                                                  | 76    |       |
| 4. Juni  | Hans Ludwig                               | deutscher Radrennfahrer                                                                        | 79    |       |
| 4. Juni  | Erich Hermann Müller von Asow             | deutscher Musikwissenschaftler                                                                 | 71    |       |
| 4. Juni  | Louise Sommer                             | österreichische Wirtschaftswissenschafterin                                                    | 75    |       |
| 5. Juni  | Charles H. Bonesteel Jr.                  | US-amerikanischer Offizier, Generalmajor der US-Army                                           | 79    |       |
| 5. Juni  | August Dreeke                             | deutscher Gewerkschafter und Verfolgter des Nationalsozialismus                                |       |       |
| 5. Juni  | Douglas Gracey                            | britischer Offizier der British Indian Army                                                    | 69    |       |
| 5. Juni  | Ragıp Gümüşpala                           | türkischer General und Politiker                                                               |       |       |
| 5. Juni  | Lauge Koch                                | dänischer Geologe, Polarforscher und Hochschullehrer                                           | 71    |       |
| 5. Juni  | Tadashi Nakayama                          | japanischer Mathematiker                                                                       | 51    |       |
| 5. Juni  | Eduard Rembs                              | deutscher Mathematiker                                                                         | 73    |       |
| 5. Juni  | Frederick Robie junior                    | US-amerikanischer Politiker                                                                    | 70    |       |
| 5. Juni  | Ernst Waldow                              | deutscher Schauspieler                                                                         | 70    |       |
| 6. Juni  | Franz Bauer                               | österreichischer Politiker (ÖVP), Amtsführender Stadtrat, Landtagspräsident                    | 62    |       |
| 6. Juni  | Paul Griesser                             | deutscher Architekt und Innenarchitekt                                                         | 69    |       |
| 6. Juni  | Albina Osipowich                          | US-amerikanische Schwimmerin                                                                   | 53    |       |
| 6. Juni  | Martin Schmidt                            | deutscher evangelischer Pfarrer, Theologe sowie Hochschullehrer                                | 80    |       |
| 6. Juni  | Josef Siegnoth                            | sächsischer Abgeordneter                                                                       | 78    |       |
| 6. Juni  | Paul Sturm                                | deutscher Philosoph und evangelischer Theologe                                                 | 73    |       |
| 6. Juni  | Robert Warwick                            | US-amerikanischer Film-, Fernseh- und Theaterschauspieler                                      | 85    |       |
| 7. Juni  | William P. Hobby                          | US-amerikanischer Politiker und Gouverneur des Bundesstaates Texas (1917–1921)                 | 86    |       |
| 7. Juni  | Meade Lux Lewis                           | US-amerikanischer Jazz-Musiker                                                                 | 58    |       |
| 7. Juni  | Charlie Llewellyn                         | südafrikanischer Cricketspieler                                                                | 87    |       |
| 7. Juni  | Pamela Moore                              | US-amerikanische Autorin                                                                       | 26    |       |
| 7. Juni  | Mychajlo Schuk                            | ukrainischer Maler der Moderne, Keramiker Schriftsteller                                       | 80    |       |
| 7. Juni  | Alfred Schulze                            | deutscher Architekt                                                                            | 77    |       |
| 8. Juni  | Johann Birkelbach                         | Abgeordneter                                                                                   | 84    |       |
| 8. Juni  | Karl Brück                                | deutscher Politiker (NSDAP), MdR, Gauleiter                                                    | 69    |       |
| 8. Juni  | Hermine Dasovsky                          | Wiener Gastwirtin                                                                              | 61    |       |
| 08. Juni | José Farías                               | peruanischer Leichtathlet                                                                      | 54    |       |
| 8. Juni  | Ernesto Aurelio Ghiglione                 | italienischer Ordensgeistlicher und römisch-katholischer Apostolischer Vikar von Benghazi      | 79    |       |
| 8. Juni  | Reinhard Nieter                           | deutscher Politiker (SPD), Oberbürgermeister der Stadt Wilhelmshaven                           | 80    |       |
| 8. Juni  | Carlos Quintanilla Quiroga                | bolivianischer Diplomat und Präsident                                                          | 76    |       |
| 8. Juni  | Martin Schmidt                            | deutscher Radsporttrainer                                                                      | 69    |       |
| 8. Juni  | Kurt Stiebitz                             | deutscher Musikwissenschaftler und Komponist                                                   | 72    |       |
| 8. Juni  | Szymon Syrkus                             | polnischer Architekt, Stadtplaner und Hochschullehrer                                          | 70    |       |
| 9. Juni  | Max Aitken, 1. Baron Beaverbrook          | britischer Pressezar und Politiker, Mitglied des House of Commons                              | 85    |       |
| 9. Juni  | Wilhelm Bitter                            | deutscher Verleger und Politiker (Zentrum, CDU), MdL                                           | 77    |       |
| 9. Juni  | Humberto Correa                           | uruguayischer Gitarrist und Tangokomponist, Autor und Schauspieler                             | 60    |       |
| 9. Juni  | Louis Gruenberg                           | US-amerikanischer Pianist und Komponist                                                        | 79    |       |
| 9. Juni  | Luise Klinsmann                           | deutsche Politikerin (SPD), MdL                                                                | 68    |       |
| 9. Juni  | Niels Turin Nielsen                       | dänischer Turner                                                                               | 77    |       |
| 10. Juni | Werner Berger                             | deutscher SS-Oberscharführer im KZ Buchenwald                                                  | 63    |       |
| 10. Juni | Friedrich Fahnert                         | deutscher General der Luftnachrichtentruppe der Wehrmacht                                      | 85    |       |
| 10. Juni | Joan Howson                               | britische Glasmalerin                                                                          | 79    |       |
| 10. Juni | Rudolf Konrad                             | deutscher Militär, General der Gebirgstruppe im Dritten Reich                                  | 73    |       |
| 11. Juni | Alfred Bentz                              | deutscher Geologe                                                                              | 66    |       |
| 11. Juni | Walther Dörr                              | oldenburgischer Politiker                                                                      | 85    |       |
| 11. Juni | Ace Harris                                | US-amerikanischer R&B- und Jazzmusiker                                                         | 54    |       |
| 11. Juni | Werner Heuser                             | deutscher Maler und Hochschullehrer und Politiker (parteilos), MdL                             | 83    |       |
| 11. Juni | Otto Männel                               | deutscher Radrennfahrer                                                                        | 76    |       |
| 11. Juni | Richard Meister                           | österreichischer Altphilologe und Pädagoge                                                     | 83    |       |
| 11. Juni | Plaek Phibunsongkhram                     | thailändischer Feldmarschall, Premierminister und Militärdiktator                              | 66    |       |
| 12. Juni | Hans Steinbrenner                         | deutscher SS-Aufseher im KZ Dachau                                                             | 58    |       |
| 13. Juni | Bruno Grimschitz                          | österreichischer Kunsthistoriker und Museumsleiter                                             | 72    |       |
| 13. Juni | Kurt Lewent                               | deutscher Romanist und Provenzalist                                                            | 84    |       |
| 13. Juni | Dietrich Müller-Hillebrand                | deutscher Elektrotechniker und Hochschullehrer                                                 | 62    |       |
| 13. Juni | Giulio Cesare Paribeni                    | italienischer Dirigent, Komponist und Musikkritiker                                            | 83    |       |
| 13. Juni | Olaf Syvertsen                            | norwegischer Turner                                                                            | 79    |       |
| 13. Juni | Albert Wifstrand                          | schwedischer Gräzist                                                                           | 63    |       |
| 14. Juni | Albrecht Ehrenberg                        | deutscher Hochschullehrer, Professor für Schiffbau                                             | 87    |       |
| 14. Juni | August Geerkens                           | deutscher Landwirtschaftsdirektor, Heimatforscher, Schriftsteller und Museumsleiter            | 90    |       |
| 14. Juni | Peter Müller                              | deutsches Todesopfer an der innerdeutschen Grenze                                              | 20    |       |
| 15. Juni | Schuyler Carron                           | US-amerikanischer Bobsportler                                                                  | 42    |       |
| 15. Juni | Theodor Haering                           | deutscher Philosoph                                                                            | 80    |       |
| 15. Juni | Günther Schulemann                        | deutscher römisch-katholischer Theologe und Professor für Philosophie                          | 74    |       |
| 16. Juni | Günther L. Arko                           | deutscher Kameramann                                                                           | 61    |       |
| 16. Juni | Jack Bezzant                              | britischer Automobilrennfahrer                                                                 | 73    |       |
| 16. Juni | Olga Kudrjawzewa                          | russische bzw. sowjetische Bildhauerin und Hochschullehrerin                                   | 68    |       |
| 17. Juni | Clarence G. Badger                        | US-amerikanischer Filmregisseur, Drehbuchautor und Filmproduzent                               | 84    |       |
| 17. Juni | Hermann Gögler                            | deutscher Verwaltungsjurist                                                                    | 77    |       |
| 17. Juni | Louis Zobel                               | deutscher Lehrer und Kommunalpolitiker                                                         | 93    |       |
| 18. Juni | Hein Diehl                                | deutscher Politiker (NSDAP), MdR                                                               | 68    |       |
| 18. Juni | Franz Joseph Esser                        | deutscher Maler, Aquarellist, Karikaturist, Zeichner, Illustrator und Grafiker                 | 73    |       |
| 18. Juni | Kurt Latte                                | deutscher Klassischer Philologe                                                                | 73    |       |
| 18. Juni | Alexander Schamiljewitsch Melik-Paschajew | russisch-armenischer Dirigent                                                                  | 58    |       |
| 18. Juni | Giorgio Morandi                           | italienischer Maler und Grafiker                                                               | 73    |       |
| 18. Juni | Per Nilsson                               | schwedischer Turner                                                                            | 74    |       |
| 18. Juni | Rudolf Rauch                              | österreichischer Sprinter, Weitspringer und Speerwerfer                                        | 72    |       |
| 18. Juni | Karl-Wilhelm von Schlieben                | deutscher Offizier, zuletzt Generalleutnant im Zweiten Weltkrieg                               | 69    |       |
| 19. Juni | Edmund Francis Gibbons                    | US-amerikanischer Geistlicher, Bischof von Albany                                              | 95    |       |
| 19. Juni | Paul-André Lemoisne                       | französischer Bibliothekar und Kunsthistoriker                                                 | 89    |       |
| 19. Juni | Hans Moser                                | österreichischer Volksschauspieler                                                             | 83    |       |
| 19. Juni | Blanche Nash                              | südafrikanische Schwimmerin                                                                    | 61    |       |
| 19. Juni | Heinrich Quiring                          | deutscher Geologe                                                                              | 79    |       |
| 19. Juni | Carl Schnarrenberger                      | deutscher Geologe                                                                              | 88    |       |
| 19. Juni | Hans Seytter                              | deutscher Architekt                                                                            | 66    |       |
| 19. Juni | Walter Venning                            | britischer General                                                                             | 82    |       |
| 20. Juni | John Aiken                                | US-amerikanischer Offizier der US Army                                                         | 85    |       |
| 20. Juni | Banner Johnstone                          | britischer Ruderer                                                                             | 81    |       |
| 20. Juni | Clarence F. Lea                           | US-amerikanischer Politiker                                                                    | 89    |       |
| 20. Juni | Valentin Pfeifer                          | deutscher Lehrer, Märchensammler und Schriftsteller                                            | 77    |       |
| 20. Juni | Konrad Steinhausen                        | deutscher Politiker (SPD), MdL                                                                 | 57    |       |
| 21. Juni | Ahmet Nurettin Aknoz                      | türkischer General                                                                             |       |       |
| 21. Juni | Elisabeth Botz                            | deutsche Schauspielerin                                                                        | 80    |       |
| 21. Juni | James Earl Chaney                         | amerikanischer Bürgerrechtler afroamerikanischer Abstammung, der 1964 ermordet wurde           | 21    |       |
| 21. Juni | Andrew Goodman                            | amerikanischer Bürgerrechtler jüdischer Abstammung, der 1964 ermordet wurde                    | 20    |       |
| 21. Juni | Max Hirschberg                            | deutscher Rechtsanwalt                                                                         | 80    |       |
| 21. Juni | Jan Mertens                               | belgischer Radrennfahrer                                                                       | 60    |       |
| 21. Juni | Alexander Remus                           | Generalstabsarzt der Wehrmacht                                                                 | 77    |       |
| 21. Juni | Michael Schwerner                         | amerikanischer Bürgerrechtler                                                                  | 24    |       |
| 22. Juni | Benoytosh Bhattacharyya                   | indischer Tantra-Experte                                                                       | 67    |       |
| 22. Juni | Vincent Burnelli                          | US-amerikanischer Luftfahrtingenieur                                                           | 68    |       |
| 22. Juni | Walter Heike                              | deutsches Todesopfer der Berliner Mauer                                                        | 29    |       |
| 22. Juni | Heinrich Leporini                         | österreichischer Kunsthistoriker                                                               | 88    |       |
| 22. Juni | Franz Murr                                | deutscher Künstler, Illustrator und Aquarellmaler                                              | 76    |       |
| 22. Juni | Christopher Rhodes                        | britischer Nachrichtendienstler und Schauspieler                                               | 50    |       |
| 23. Juni | Erich Eyck                                | Historiker                                                                                     | 85    |       |
| 23. Juni | Elsa Jülich                               | deutsche Opernsängerin der Stimmlage Sopran                                                    | 77    |       |
| 23. Juni | Earle Bradford Mayfield                   | US-amerikanischer Politiker                                                                    | 83    |       |
| 23. Juni | Adolf Reitz                               | deutscher Chemieingenieur und Sachbuchautor                                                    | 80    |       |
| 23. Juni | Walter Rütt                               | deutscher Radrennfahrer                                                                        | 80    |       |
| 24. Juni | Stuart Davis                              | US-amerikanischer Maler                                                                        | 69    |       |
| 24. Juni | Emil Dörle                                | deutscher Musiker und Komponist                                                                | 77    |       |
| 24. Juni | Georg Kießling                            | deutscher Fußballspieler                                                                       | 61    |       |
| 24. Juni | Robert Lewis                              | US-amerikanischer Jazz-Schlagzeuger                                                            | 64    |       |
| 24. Juni | Dorothea Waley Singer                     | britische Wissenschaftshistorikerin                                                            | 81    |       |
| 25. Juni | Gavin Casey                               | australischer Schriftsteller                                                                   | 57    |       |
| 25. Juni | Heinrich von Gagern                       | deutscher Verwaltungsjurist, Politiker und Landrat                                             | 85    |       |
| 25. Juni | Willy Litzenberg                          | deutscher SS-Obersturmbannführer und Kriminalrat                                               | 63    |       |
| 25. Juni | Camille Pitollet                          | französischer Romanist, Hispanist und Germanist                                                | 89    |       |
| 25. Juni | Gerrit Rietveld                           | niederländischer Architekt                                                                     | 76    |       |
| 26. Juni | Stephan Josef Dewald                      | deutscher Apotheker und Politiker (CDU), MdL                                                   | 80    |       |
| 26. Juni | Fritz Giovanoli                           | Schweizer Kantonspolitiker                                                                     | 66    |       |
| 26. Juni | Richard Grammel                           | deutscher Physiker                                                                             | 75    |       |
| 26. Juni | Armas Kinnunen                            | finnischer Leichtathlet                                                                        | 64    |       |
| 26. Juni | Tony Sender                               | deutsche Politikerin (SPD), MdR und Journalistin                                               | 75    |       |
| 26. Juni | Eberardo Villalobos                       | chilenischer Fußballspieler                                                                    | 56    |       |
| 27. Juni | Mona Barrie                               | US-amerikanische Theater- und Filmschauspielerin                                               | 54    |       |
| 27. Juni | Luciano De Nardis                         | italienischer Dichter und Maler des Futurismus                                                 | 98    |       |
| 27. Juni | Robert Wright, Baron Wright               | britischer Jurist                                                                              | 94    |       |
| 28. Juni | Norberto Bagnalasta                       | italienischer Automobilrennfahrer                                                              | 33    |       |
| 28. Juni | Jean Toby                                 | französischer Kolonialbeamter                                                                  | 64    |       |
| 28. Juni | Victor Tuxhorn                            | deutscher Maler                                                                                | 72    |       |
| 29. Juni | Eric Dolphy                               | US-amerikanischer Jazzmusiker                                                                  | 36    |       |
| 29. Juni | Franz Ludwig Habbel                       | deutscher Verleger und Sachbuchautor, Aktivist der deutschen Jugendbewegung                    | 70    |       |
| 29. Juni | Felix Kaden                               | deutscher Politiker (SPD, SED), sächsischer Minister für Land- und Forstwirtschaft (1950), MdL | 71    |       |
| 29. Juni | James Keith, Baron Keith of Avonholm      | britischer Jurist                                                                              | 78    |       |
| 29. Juni | Robert Lévy                               | französischer Automobilrennfahrer                                                              | 67    |       |
| 29. Juni | Benito Rebolledo                          | chilenischer Maler                                                                             | 83    |       |
| 29. Juni | Hanna Rydh                                | schwedische Prähistorikerin, Politikerin, Mitglied des Riksdag und Frauenrechtlerin            | 73    |       |
| 30. Juni | Franz Abromeit                            | deutscher SS-Führer und Judenreferent                                                          | 56    |       |
| 30. Juni | Fridolin Bosch                            | deutscher Architekt                                                                            | 74    |       |
| 30. Juni | María Lombardo de Caso                    | mexikanische Schriftstellerin                                                                  | 58    |       |
| 30. Juni | Fily Dabo Sissoko                         | malischer Politiker und Schriftsteller, Mitglied der Nationalversammlung (Frankreich)          | 64    |       |